# MS Grandeur of the Seas
Grandeur of the Seas је крузер класе "Vision" којом управља компанија "Royal Caribbean International". На 279 метара дужине и 36 метара ширине може се укрцати око 2,500 путника и 700 чланова посаде. Крузер може достићи брзину и до 41 km/h. Изграђен је 1996. године у Финској. 